# 1874 en Lorraine
Chronologie de la Lorraine
- 1870
- 1871
- 1872
- 1873
- 1874
- 1875
- 1876
- 1877
- 1878

Cette page est une liste d'événements qui se sont produits durant l'année 1874 en Lorraine.

## Éléments de contexte
- Louis Pasteur est accueilli à la brasserie de Tantonville par les frères Tourtel. Il travaille sur la fermentation de la bière[1].

## Événements

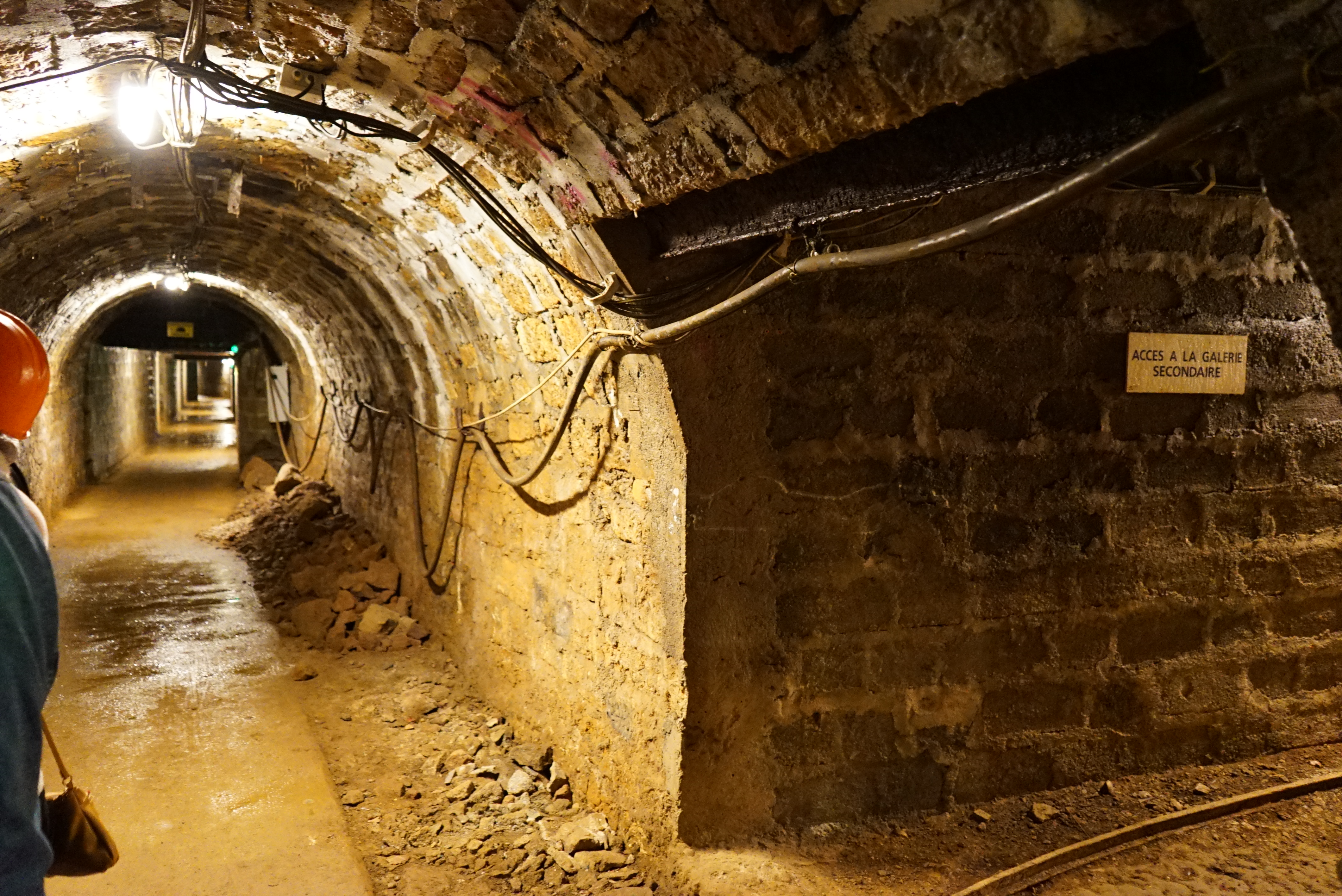
Partie de la mine du Val de Fer ouverte en 1874, elle est maçonnée pour une plus grande sécurité.

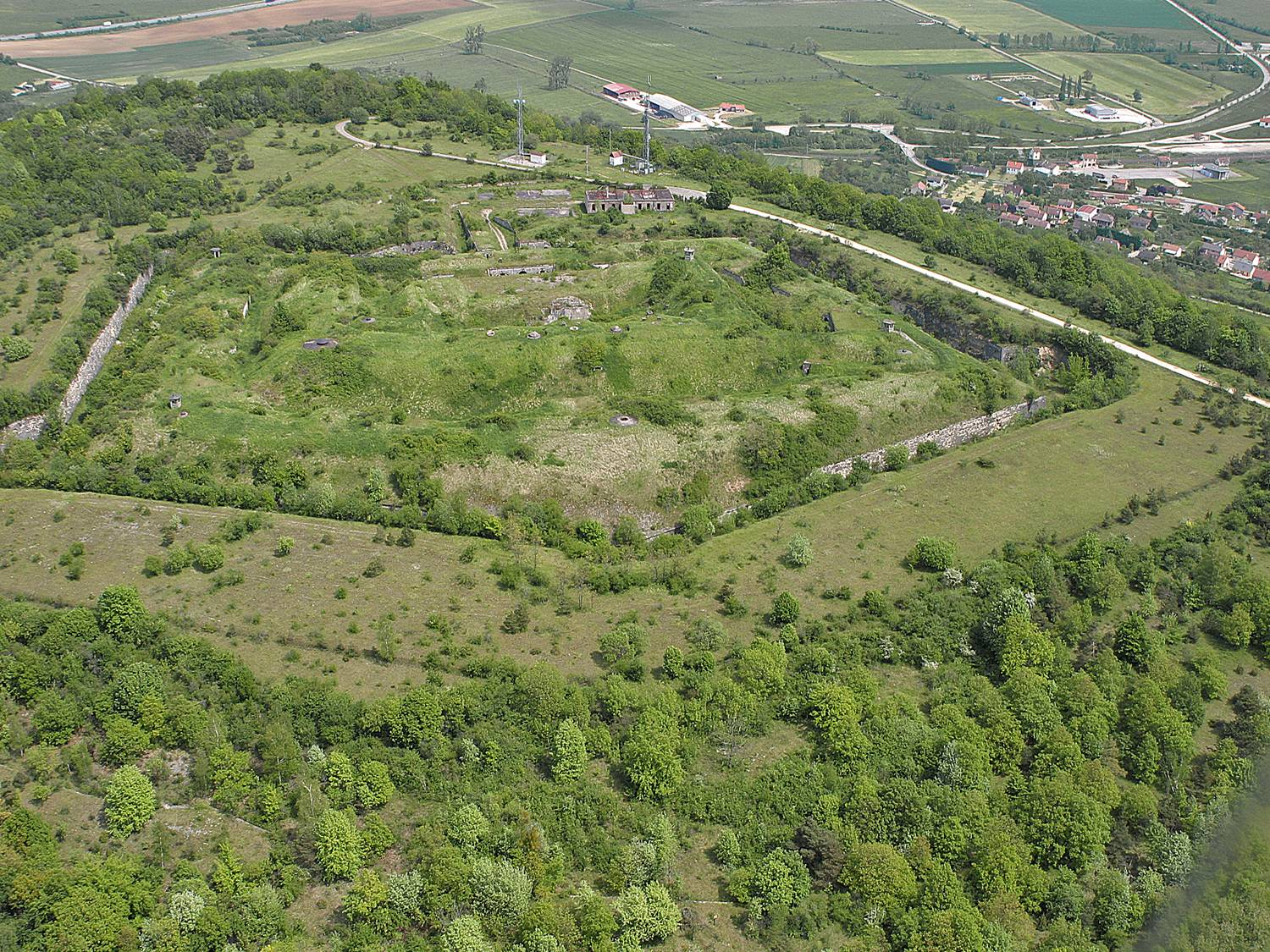
Fort de Domgermain, près de Toul.

- Début de l'exploitation de la mine du Val de Fer[2] ou Mine Maron-Val de Fer, exploitation minière de fer dont les entrées sont situées à Neuves-Maisons et les galeries principalement sous le territoire de Maron, deux communes du département de Meurthe-et-Moselle, en Lorraine. La mine a été exploitée jusqu'en 1968.
- Ouvertures de la mine du Haut-Pont à Fontoy et de la mine Landenberg à Volmerange-les-Mines[3]
- Début de la construction de la place forte de Toul. Centrée sur la ville de Toul, dans l'Est de la France (département de Meurthe-et-Moselle), elle est composée d'une puissante ceinture de forts, d'ouvrages, de batteries et d'abris entourant l'enceinte urbaine bastionnée. Elle fait partie du système défensif Séré de Rivières, un ensemble de fortifications censées protéger le territoire français d'une invasion venant d'Allemagne. La majorité des fortifications ont été déclassées après la Première Guerre mondiale.
- Le 8e régiment d'artillerie à pied rhénan, formé le 16 juin 1864 à Coblence, prend ses quartiers à Metz, peu après la création de l'Alsace-Lorraine.
- De janvier 1874 à 1890, Charles Germain fut député protestataire au Reichstag, pour les circonscriptions de Sarrebourg et de Château-Salins[4], étant successivement réélu en janvier 1877, juillet 1878, octobre 1881, octobre 1884 et février 1887[5].
- Ernest Solvay qui a découvert une méthode pour obtenir de la soude à partir du sel, installe une usine à Dombasle-sur-Meurthe[1].

- 1 janvier : la constitution d'Empire s'applique dans les territoires annexés.
- 10 janvier : à la suite de l'autorisation de Bismarck une élection est organisée pour désigner 15 députés des territoires annexés au Reichstag, 78% des suffrages exprimés sont protestataires [6].
- 18 février : Édouard Teutsch, député de Saverne lit devant le Reichstag la Protestation de Berlin qui réitère la protestation de Bordeaux[6].
- Cet été, Louis Pasteur travaille à la brasserie de Vézelise sur la fermentation en asepsie[7].
- 28 octobre : création de la délégation d'Alsace-Lorraine (Landessausschuss).

## Inscriptions ou classements aux titre des monuments historiques
- En Moselle : Collégiale Saint-Léger de Marsal[8]

## Naissances

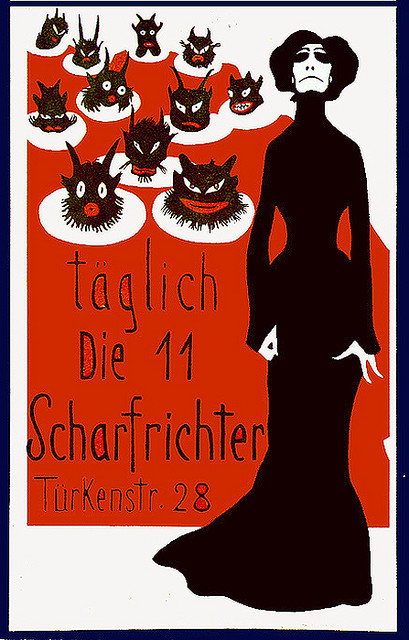
Marya Delvard en 1911

- 1er janvier Romagne-sous-Montfaucon : Charles Albert Keller, mort le 22 octobre 1940 à Grenoble (Isère)[9], industriel français.
- 16 février à Thiaucourt : Henry Poulet, décédé le 27 mars 1941 à Neuilly-sur-Seine, secrétaire particulier d'Émile Loubet (président de la République de 1899 à 1906), puis conseiller d'État.
- 23 février à Liverdun : Edmond Vian, homme politique français , décédé le 9 juin 1930 à Saint-Chéron (Essonne).
- 24 février à Harsault : Prosper Ricard, mort le 23 octobre 1952 à Rabat (Maroc)[10], directeur du service des Arts indigènes au Maroc (1920-1935). Entré au Maroc dans le sérail de Hubert Lyautey, l’abondance de ses écrits et les résultats de son action le désignent comme un concepteur de l’industrie  artisanale adaptée à l’exportation dans le contexte colonial. On lui doit notamment la promotion du tapis marocain.
- 2 mars à Metz : Robert Zartmann (1874-1954), artiste peintre allemand[11]. Connu pour ses paysages et nature-mortes, il fut actif dans la première moitié du XXe siècle[12].
- 9 mars à Nancy : Eugène Charles Gatelet, dit Eugène Gatelet, mort le 1er janvier 1932 à Tarare, sculpteur, modeleur et statuaire français.
- 3 avril à Nancy : Henry Gutton, architecte de l'École de Nancy, mort à Montmorency le 20 mars 1963[13],[14].
- 6 mai à Nancy : Louis Auguin, né Gabriel Paul Louis Gaston Auguin , mort à Nice le 9 mai 1952[15], compositeur français.
- 7 mai à Montigny-lès-Metz : Emil Jakob Felden (décédé le 4 décembre 1959 à Brême) est un théologien protestant et militant pacifiste allemand de la première moitié du XXe siècle.
- 21 mai à Toul : Edmond Émile Verlet-Hanus, mort pour la France à l'hôpital de Gérardmer le 29 août 1914, officier français.
- 21 juin à Saint-Nicolas-de-Port : Louis Ferdinand Malespine dit Malespina, mort le 16 août 1949 à Paris (15e arrondissement)[16], est un peintre, illustrateur et sculpteur français. Ses œuvres ont fait partie des concours artistiques des Jeux olympiques d'été de 1928 et de 1932[17].
- 28 juin à Metz : Léon-Paul Classe, mort le 31 janvier 1945 à Bujumbura, ecclésiastique français, Père blanc, qui fut le premier vicaire apostolique du Rwanda, occupant le siège épiscopal de Kabgayi de 1922 à 1945.
- 30 juin à Metz : Paul Pierné, compositeur et organiste français. Il est le fils d'un cousin du compositeur et organiste Gabriel Pierné.
- 6 juillet à Saint-Dié (Vosges) : Henri Schmidt, homme politique français décédé le 26 octobre 1954 à Bonneval (Eure-et-Loir).
- 8 juillet à Commercy : Marcel Sido, aviateur français, pionnier de l'aviation militaire, mort au champ d'honneur le 13 novembre 1914 au Maroc à la Bataille d'Elhri.
- 11 septembre à Réchicourt-le-Château : Marya Delvard, alias Maria Joséphine Billère[18] (décédé le 25 septembre 1965 à Pullach im Isartal) est une chansonnière et artiste de cabaret franco-allemande[19].
- 1 octobre à Metz : Olga Lagrange-Gerlach (décédé à Munich, le 20 janvier 1949), mezzo-soprano allemande[20]. Elle s'illustra à l'opéra de Munich.
- 8 octobre à Chateau-Salins : Else von Richthofen  (décédée le 22 décembre 1973), une des premières femmes chercheurs en sciences sociales en Allemagne. Épouse de l'économiste allemand Edgar Jaffé, elle est une parente éloignée du « Baron Rouge » Manfred von Richthofen. Sa sœur, Frieda von Richthofen, a été l'épouse du romancier britannique D. H. Lawrence.
- 16 octobre à Metz : Alfred Pellon (décédé en 1947), artiste lorrain de culture allemande. Poète et peintre messin, il est notamment l'auteur de "Gozel Garin" publié en 1942.
- 24 octobre à Conflans-en-Jarnisy : Georges Grandjean, homme politique français, décédé le 18 mars 1934 à Jarny.
- 1er novembre à Metz : Olga Lagrange-Gerlach, décédée à Munich le 20 janvier 1949; mezzo-soprano allemande[20]. Elle s'illustra à l'opéra de Munich.
- 2 novembre à Haraucourt : Suzanne de Behr, aussi appelée Suzanne de Carnac, née Laure Burtin , morte le 10 avril 1939 à Paris 14e, comédienne, demi-mondaine et auteure française.
- 14 décembre à Malaucourt-sur-Seille (Moselle) : Charles François, homme politique français décédé le 29 octobre 1945 à Delme (Moselle).

## Décès

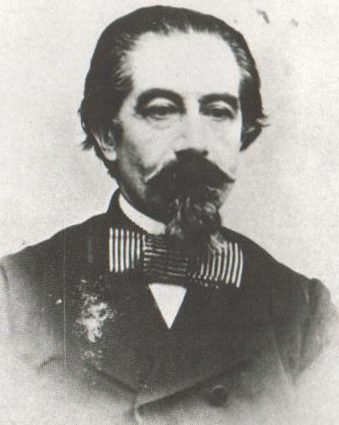
Stefan Golescu.

- 4 février à Metz : Pascal Monard (1795-1874), chirurgien militaire et un botaniste français du Second Empire.
- 12 juin à Nancy : Charles Bourcier de Villers, homme politique français né le 8 décembre 1798 à Nancy .
- 27 août à Nancy : Ștefan Golescu (ou Golesco, en français), né à Câmpulung (Principauté de Valachie) en 1809, homme d'État roumain, Premier ministre de Roumanie du 26 novembre 1867 au 12 mai 1868. Il est membre du Parti national libéral d'Ion Brătianu.
- 24 septembre à Damvillers : Félix Chadenet, homme politique français né le 7 avril 1798 à Verdun.
- 3 novembre à Verdun : Alexandre Simonot , homme politique français né le 31 octobre 1794 à Dieue-sur-Meuse (Meuse).